# Salvador Cisneros Betancourt
Salvador Cisneros Betancourt, marqués de Santa Lucía (Camagüey, 10 de febrero de 1828 - La Habana, 28 de febrero de 1914) fue un político cubano, que llegó a ser presidente de la República de Cuba en Armas de 1873 a 1875. Nacido en el seno de una familia noble y acaudalada, fue partidario de la independencia de Cuba. Formaba parte de la Sociedad Libertadora creada en Camagüey para arreglar los preparativos para la revolución. Al estallar la guerra de los Diez Años, otorgó la libertad a sus esclavos y puso sus bienes al servicio de la independencia cubana. 

## Biografía

### Niñez
De procedencia aristocrática los marqueses de Santa Lucía eran una de las familias más ricas de la Isla de Cuba propietarios de una enorme dotación de esclavos y grandes propietarios de tierras e ingenios azucareros. Salvador Cisneros estudió de niño en Filadelfia y allí se graduó de ingeniero civil, alejado de su familia durante varios años recibió muchos conocimientos sobre diversos temas que inflamaban los jóvenes del siglo XlX, se nutrió de democracia y de derecho. Al cabo de ese tiempo regresó a Camagüey.

### Juventud

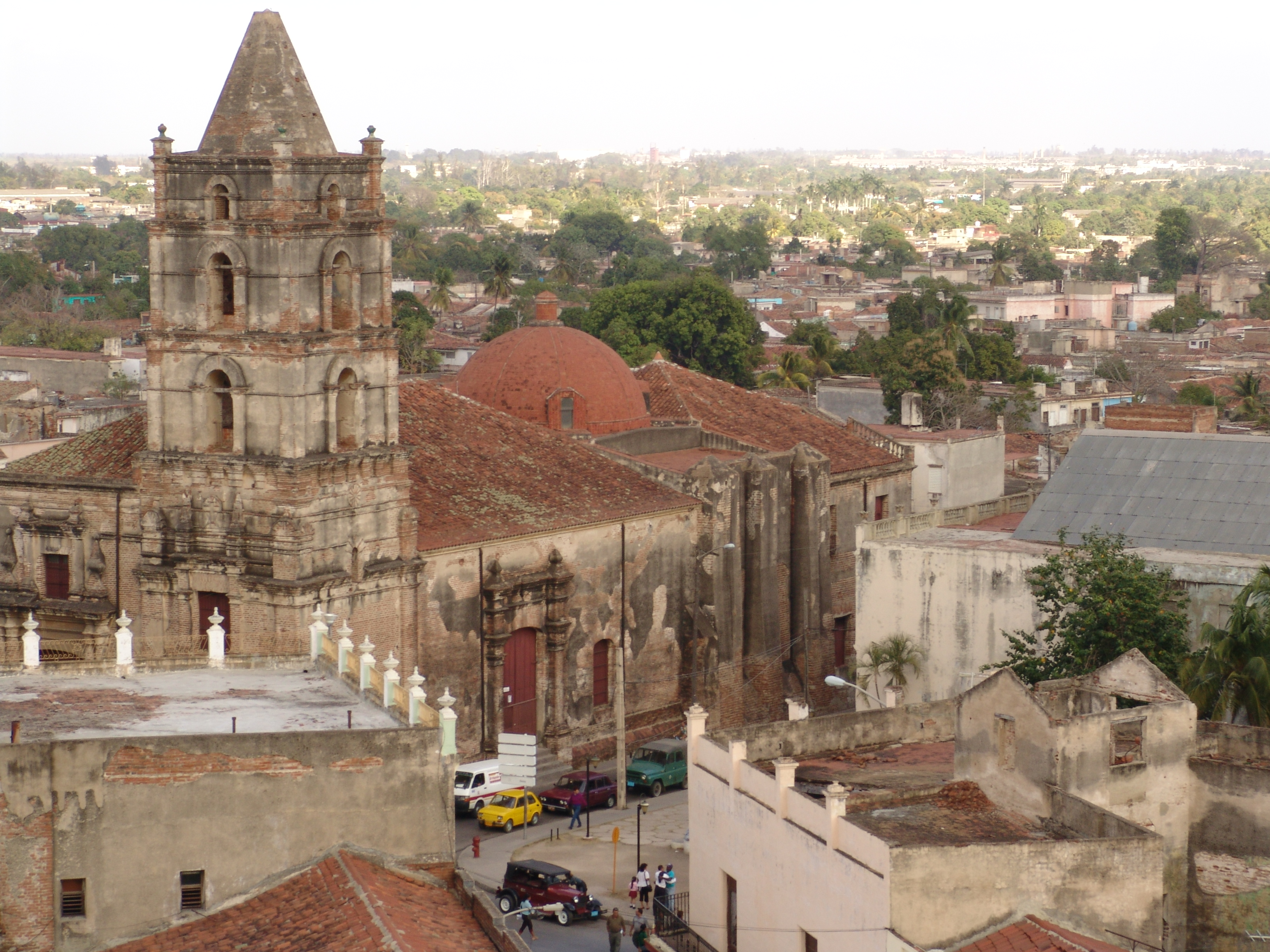
Ciudad de Camagüey.

Una vez en su provincia natal fue elegido alcalde. 
En su juventud sufrió mucho por la opresión que resistía su patria. Por esta causa participó en una Junta Revolucionaria compuesta principalmente por Manuel Ramón Silva, Carlos Varona Torres, por él y otras prestigiosas personalidades. Organizó en Camagüey la logia masónica Tínima a la que se unieron muchas personalidades como Eduardo Arteaga y otros que sentían la necesidad de conspirar contra la metrópoli española. 
Fue elegido en una comisión formada para secundar al oriente de Cuba que se había manifestado por sus anhelos de libertad. Fue Salvador Cisneros junto a Carlos Varona a conferenciar con los comisionados orientales para ponerse de acuerdo en el tema del movimiento armado que se venía gestando.
No quedaron de acuerdo sobre el alzamiento armado, por esto se reunieron nuevamente, en San Miguel, con Francisco Vicente Aguilera, Francisco Maceo Osorio y Pedro Figueredo. En esta quedó como acuerdo el aplazamiento del movimiento para el año 1869.

### Guerra de los Diez Años
Al enterarse del alzamiento del 10 de octubre de 1868 viaja desde La Habana a Camagüey y al llegar da órdenes de seguir el ejemplo de los orientales. Bouza el día 4 de noviembre cumple con las órdenes alzándose en armas, y el 9 de ese mismo mes, abandona la ciudad, para dirigirse a Sibanicú, seguido de muchos hombres. Es nombrado Presidente del Comité del Centro y más tarde es nombrado Presidente de la Cámara de Representantes, cuando se proclama en Guáimaro la República de Cuba en Armas.
Cuando la Cámara se reunió, en sesión extraordinaria, el día ocho de febrero de 1878, para tratar la paz que se proponía bajo la bandera de España, protestó enérgicamente, con palabras que serán siempre prenda de magnífica grandeza y firme resolución. Pero a pesar de su protesta llegó el Pacto del Zanjón que dio fin a la Guerra de los Diez Años. 
En todos los combates dio pruebas de su valor. Luego, fue presidente nuevamente de la República en Armas.

### Guerra Chiquita y Tregua Fecunda
Durante la Tregua Fecunda (1880-1895), Cisneros Betancourt se mantuvo conspirando en favor de la independencia de Cuba. Se unió al Partido Revolucionario Cubano, bajo la dirección del delegado José Martí. 
Como parte del aparato político de la Revolución, Cisneros Betancourt se unió de nuevo a las fuerzas mambisas en la Guerra Necesaria (1895-1898). 

### Guerra Necesaria
Cisneros Betancourt fue elegido Presidente de la República de Cuba en Armas a fines de 1895, ocupando dicho cargo hasta ser relevado por su vicepresidente Bartolomé Masó a fines de 1897. 
Tomó parte tanto en la Asamblea de Jimaguayú (1895), como en la Asamblea de La Yaya (1897). Tras el fin de la guerra, participó igualmente en la Asamblea de Santa Cruz del Sur, que posteriormente se trasladó al barrio del Cerro, en La Habana.

### Últimos años y muerte
Durante la Primera intervención militar estadounidense (1898-1902) fue director del Instituto de Segunda Enseñanza de La Habana. Fue uno de los delegados a la Asamblea Constituyente de 1901, oponiéndose a la Enmienda Platt, impuesta por Estados Unidos a Cuba. Fue senador por la provincia de Camagüey. 
Se opuso a la Segunda intervención estadounidense en Cuba (1906-1909). Presidió la "Junta Patriótica de La Habana", la cual se opuso fervientemente a la anexión de Cuba a Estados Unidos, durante esta segunda ocupación. 
Salvador Cisneros Betancourt falleció de causas naturales en La Habana el 28 de febrero de 1914. Tenía al morir ochenta y seis años de edad. 
| Predecesor: Carlos Manuel de Céspedes | Presidente de Cuba 1873-1875 | Sucesor: Juan Bautista Spotorno |
| Predecesor: José Martí                | Presidente de Cuba 1895-1897 | Sucesor: Bartolomé Masó         |